# Caruazus
Caruazus (Karuazus) são um povo indígena do tronco pancararu que vive numa terra indígena aguardando demarcação, localizada no estado brasileiro de Alagoas. Formam uma sociedade de 1013 indivíduos. Os remanescentes indígenas estão localizados nos povoados de Tanque e Campinhos, município de Pariconha, na região extremo oeste do estado.